# Bahnstrecke Jelšovce–Zbehy
| Kursbuchstrecke (ZSSK): | 140                  |                   |                   |
| Streckenlänge: | 4,562 km             |                   |                   |
| Spurweite: | 1435 mm (Normalspur) |                   |                   |
| Streckenklasse: | D4                   |                   |                   |
| Streckengeschwindigkeit: | 90 km/h              |                   |                   |
| |                      |                   |                   |
| \| \| \| von Veľké Bielice \| \| \| \| 0,000 \| Jelšovce \| Jelšovce \| \| \| \| nach Palárikovo \| \| \| \| \| von Lužianky \| \| \| \| 4,562 \| Zbehy \| Zbehy \| \| \| \| nach Radošina \| \| \| \| \| nach Leopoldov \| \| \| \| \| \| \| \| Quellen: [1][2] \| \| \| \| |                      |                   |                   |
| Strecke |                      | von Veľké Bielice | von Veľké Bielice |
| Bahnhof | 0,000                | Jelšovce          | Jelšovce          |
| Abzweig geradeaus und nach links |                      | nach Palárikovo   | nach Palárikovo   |
| Abzweig geradeaus und von links |                      | von Lužianky      | von Lužianky      |
| Bahnhof | 4,562                | Zbehy             | Zbehy             |
| Abzweig geradeaus und nach rechts |                      | nach Radošina     | nach Radošina     |
| Strecke |                      | nach Leopoldov    | nach Leopoldov    |
| |                      |                   |                   |
| Quellen: |                      |                   |                   |

Die Bahnstrecke Jelšovce–Zbehy ist eine Eisenbahnverbindung in der Slowakei. Die kurze Verbindungsbahn zweigt in Jelšovce von der Bahnstrecke Palárikovo–Veľké Bielice ab und mündet in Zbehy in die Bahnstrecke Lužianky–Leopoldov ein.

## Geschichte
Die Strecke wurde am 9. Mai 1948 durch die ČSD (Tschechoslowakische Staatsbahnen) eröffnet. Sie ermöglicht seitdem direkte Zugfahrten in der Relation Bratislava–Leopoldov–Prievidza ohne Umweg über Lužianky, wo die Züge bislang die Fahrtrichtung wechseln mussten. Im Zusammenhang mit dem Bau der Strecke entstand nördlich der Gemeinde Zbehy am Bahnkilometer 3,849 der Strecke Lužianky–Leopoldov ein neuer Bahnhof Zbehy. Die bisherige Station Zbehy erhielt 1948 den Namen Lužianky.
Am 1. Januar 1993 ging die Strecke in Folge der Dismembration der Tschechoslowakei an die neu gegründeten Železnice Slovenskej republiky (ŽSR) über.
Die Verbindungskurve wurde im Reiseverkehr stets nur von den Schnellzügen der Verkehrsrichtung Bratislava–Prievidza befahren. Das Zugangebot blieb über Jahrzehnte mit lediglich zwei Zugpaaren in dieser Relation konstant. Erst nach dem Jahr 2000 wurde das Angebot sukzessive auf vier tägliche Schnellzugpaare erweitert. Seit dem Jahresfahrplan 2016 werden die Züge als Regionalexpress (REX) geführt.